# Jacques Le Paulmier
Pour les articles homonymes, voir Jacques Le Paulmier (homonymie).
Jacques Le Paulmier, né en 1624 et mort le 13 avril 1701, est un écrivain et militaire français.
Neveu de Jacques Le Paulmier de Grentemesnil, il suivit la profession des armes ; il se trouva, dit-on, à quarante-huit sièges ou batailles, dont il écrivit la relation. Il avait un talent remarquable pour l’impromptu et, avant son abjuration, qu’il fit entre les mains de Huet en 1685, il avait aidé Conrart à retoucher la version surannée des Psaumes de Marot et Théodore de Bèze...

## Source
« Jacques Le Paulmier », dans Louis-Gabriel Michaud, Biographie universelle ancienne et moderne : histoire par ordre alphabétique de la vie publique et privée de tous les hommes avec la collaboration de plus de 300 savants et littérateurs français ou étrangers, 2e édition, 1843-1865 [détail de l’édition]